# La Cenerentola
La Cenerentola és una òpera de Gioachino Rossini segons un llibret de Jacopo Ferretti, basat en el conte de fades de La Ventafocs de Charles Perrault i Agatina o La virtù premiata, dramma semiserio de Felice Romani i música de Stefano Pavesi (1814). Es va estrenar el 25 de gener de 1817 al Teatro Valle de Roma.
És l'última òpera còmica que Gioachino Rossini va compondre per al públic italià. La va compondre quan tenia 25 anys, seguint l'èxit d'Il barbiere di Siviglia de l'any anterior. Malgrat que la completà en un període de tres setmanes, es considera que conté part de la seva escriptura més fina per a àries i conjunts.
Els elements sobrenaturals que apareixen en el conte no s'inclouen en el llibret de Ferretti. Alguns elements també es van modificar. Per exemple, la sabatilla se substitueix per una corretja per evitar que les actrius de l'època haguessin de mostrar els peus i les cames als ulls de públic. La fada és al seu torn reemplaçada per Alidoro, filòsof i tutor del príncep Don Ramiro, del qual Angelina (Ventafocs) n'està enamorada. Finalment, la madrastra reganyaire se substitueix per Don Magnifico, pare de Clorinda i Tisbe i padrastre d'Angelina.
Ferretti finalment volia, com ell diu en el subtítol del llibre, mostrar que la bondat triomfa, perquè al final, la Ventafocs, en el moment en què es converteix en reina, perdona al seu pare i a les dues germanes d'haver-la tractat tan cruelment durant tants anys. Ferretti també va introduir elements de comèdia en el llibret. La història, però, en el seu desenvolupament s'acosta bastant a la de Perrault.

## Origen i context
Rossini no es va quedar gaire temps a Nàpols veient créixer l'èxit del seu Otello, en què la seva amant Isabella Colbrandt feia el paper estel·lar de Desdemona.

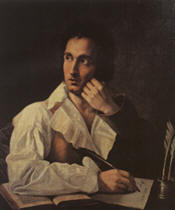
Jacopo Ferretti, el llibretista

El llibret era de Jacopo Ferretti, que es basava al seu torn en un de Charles-Guillaume Étienne. Al cap de pocs dies Rossini va compondre una de les seves millors òperes, prenent l'obertura de La gazzetta (Nàpols, 1816) i part de l'ària final Nacqui all'affanno de l'ària Cessa di più resistere escrita per a l'òpera Il Barbiere di Siviglia (1816). Els principals actors en l'estrena van ser Geltrude Righetti Giorgi com a Cenerentola -que va ser també la primera Rosina del Barbiere di Siviglia-, Giacomo Guglielmi com Don Ramiro, Andrea Verni com a Don Magnifico, i Giuseppe De Begnis com a Dandini. El baix que havia de fer el paper d'Alidoro no complia amb les demandes de Rossini, i per tant, va deixar que el seu col·laborador Luca Agolini, un oblidat compositor romà reconegut principalment com a escriptor de les passions i oratoris, li fes l'ària Vasto teatro è il mondo.
En el moment de presentar La Cenerentola al Teatro Valle, Rossini només feia set anys que havia començat a compondre. Ja feia però diversos anys que era el compositor més cèlebre de la Itàlia del moment, i el seu nom s'estenia per Europa com la pólvora, canviant tots els esquemes vàlids fins llavors.

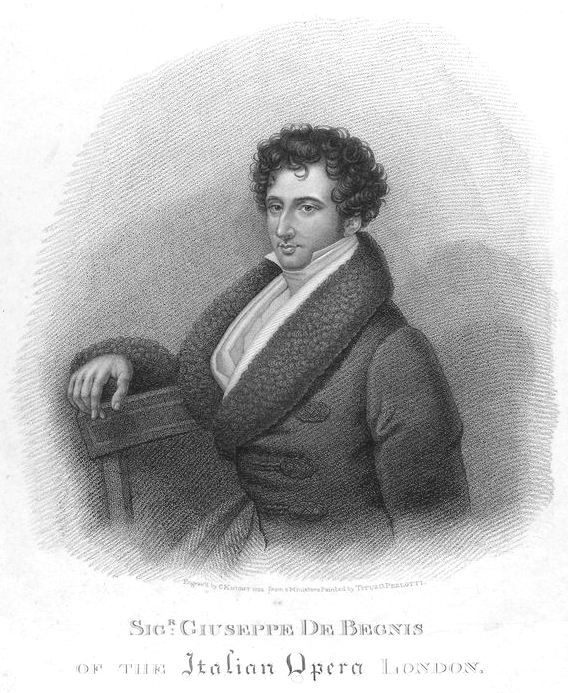
Giuseppe de Begnis, creador de Dandini

El conte de Perrault era àmpliament conegut a tot Europa des de la seva publicació el 1697 i ja s'havia transformat en òpera en més d'una ocasió. La més destacada havia sigut l'òpera còmica francesa Cendrillon de Niccolò Isouard, estrenada a París el 1810. Aquesta òpera no va arribar a Itàlia, però si el seu llibret, que fou aprofitat per Felice Romani per a una òpera de Stefano Pavesi que portava el nom de Agatina, ossia la virtù premiata, estrenada a la Scala el 1814. D'aquesta darrera i potser també de la de Isouard, Ferretti va treure el seu llibret per l'òpera de Rossini.
En veritat, Rossini detestava els llibrets amb fantasies, i així Cenerentola va haver de prescindir de la famosa carabassa transformada en un carro i dibuixat pels ratolins, fet que no va ser en absolut molest pel públic romà en l'estrena. El que sí que va decebre a alguns membres de l'audiència -com per Théophile Gautier en una actuació a París- fou el fet que Ferretti ometés la prova de la sabata ben coneguda i en el seu lloc utilitzés un braçalet com el de la identificació de material. Presumiblement la causa fou la censura, ja que mai s'hauria tolerat la necessària visió de peu nu d'una dona a l'escenari.
El personatge de Don Magnifico és un dels encerts del llibret de Ferretti, utilitzant un padrastre en comptes d'una madrastra, com ja ho havien fet les òperes d'Isouard i Pavesi, probablement per a no utilitzar veus femenines en excés amb la dificultat d'identificar-les. El mateix passa amb Dandini, personatge que també procedia de les òperes anteriors, però Ferretti va saber donar-li el to just d'una òpera bufa i deixar servida a Rossini la gran escena de la lluita entre ell i Don Magnifico. El personatge menys afortunat del llibret és la Cenerentola, però Rossini el va vestir d'elegants melodies que han fet la fortuna de l'òpera.
Com era habitual, Rossini va compondre aquesta òpera sota una enorme pressió de temps, o fins i tot sota una pressió encara més gran del que era habitual: l'estrena tenia una data prefixada i la història es va decidir només tres dies abans. La tinta tot just era seca a les pàgines del llibret que Rossini va començar a escriure la seva música. Rossini va haver de recórrer als autopréstecs i al citat Agolini per acabar a temps. Però sembla que Ferretti també s'havia alguna cosa més que inspirat en l'existent de Felice Romani, inclosos els personatges que només apareixen allà -Dandini i Alidoro són pures invencions de Romani que Ferretti simplement adopta-, i la versió de Ferretti fou fins i tot menyspreada amb l'acusació de plagi.
Sembla molt probable que Rossini i tots els participants experimentessin una considerable por escènica, sobretot perquè diverses seccions només es van acabar en l'últim minut. El duo entre Dandini i Magnifico Un segreto d'importanza, per exemple, va ser escrit unes 24 hores abans de l'estrena i només va ser assajat al dia de l'obertura.
El títol originalment triat per Ferretti era el de Angiolina, però va haver de ser canviat davant la insistència dels censors, ja que en aquest moment un Angiolina coneguda per tota la ciutat estava cridant l'atenció sobre si mateixa amb una sèrie de seduccions sensacionals. Una òpera del mateix nom podria haver estat vista com una al·lusió a ella.

## Representacions

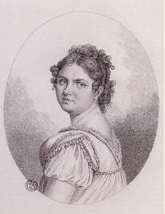
Geltrude Righetti, creadora d'Angelina

L'òpera va ser estrenada al Teatro Valle de Roma el 25 de gener de 1817, amb Rossini com a director d'orquestra i amb un mes de retard. L'òpera fou rebuda amb l'hostilitat, va estar plena de contratemps. Segons Ferretti, en aquesta primera representació "les celles pàl·lides dels cantants estaven gotejant de suor freda", i diversos números musicals van ser despietadament escridassats pel públic, encara que res comparable a l'estrena d'Il Barbiere.
Malgrat la seva falta d'èxit en l'estrena, com Rossini havia profetitzat des del principi amb les paraules «Abans que acabi el carnaval, al públic els encanta Cenerentola», aquesta òpera es va convertir ràpidament en una peça molt popular que es va realitzar a tot el món, en el sentit més veritable de l'expressió: el 1818 a Barcelona, el 1820 a Viena i Londres, el 1822, a París, el 1825 a Berlín i Moscou, el 1826 a Buenos Aires i Nova York, i el 1844, fins i tot a Austràlia. La seva popularitat va igualar a Il Barbiere di Siviglia, però a mesura que la contralt de coloratura s'anava convertint en una raresa, queia lentament fora del repertori.
A partir dels anys 1980, Rossini va gaudir d'un renaixement, amb una generació nova de mezzosopranos com Cecilia Bartoli, Ewa Podles, Jennifer Larmore, Kathleen Kuhlmann, Joyce DiDonato, Frederica von Stade, Lucia Valentini Terrani, Susanne Marsee, Bernadette Cullen, Ann Murray i Vivica Genaux, que asseguraven la popularitat renovada de la seva obra.

## Argument
Temps: Finals del segle xviii - principis del segle xix
Lloc: Salern (Regne de Nàpols)

### Acte I
En un saló del decadent castell de Don Magnifico.

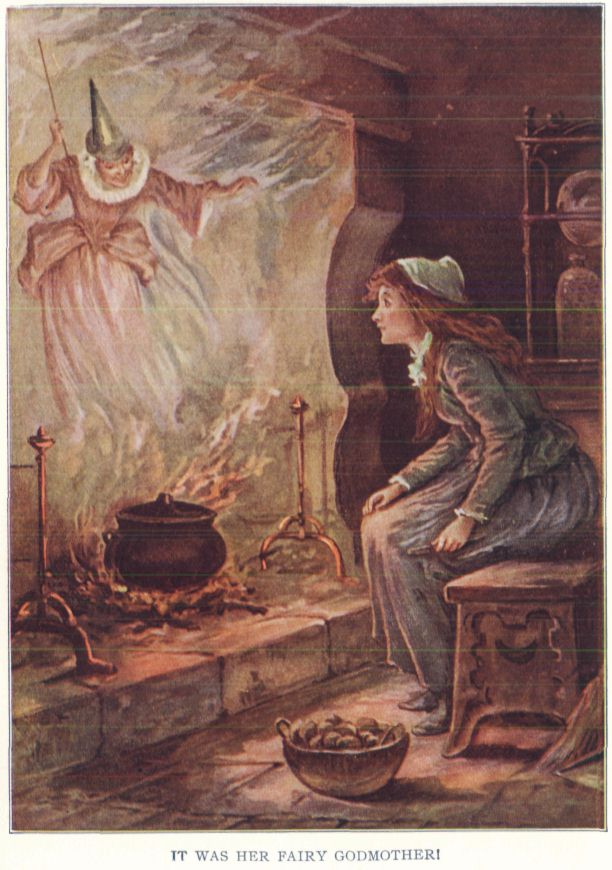
Il·lustració d'Oliver Herford per la Ventafocs de Charles Perrault.

Angelina (la Ventafocs) es veu obligada a treballar com a donzella a l'arruïnada casa del seu padrastre Don Magnifico. Les seves dues filles, Clorinda i Tisbe, s'emproven vestits i joies i fan el fatxenda davant del mirall. Angelina canta una malenconiosa balada sobre un rei que va trobar a la seva esposa entre la gent corrent (Una volta c'era un re). Apareix Alidoro, preceptor del príncep Don Ramiro, disfressat de captaire, per espiar a les tres germanes. Demana una mica d'almoina, però és insultat per Clorinda i Tisbe que volen fer-lo fora: Ventafocs li ofereix pa i cafè i Alidoro li dona les gràcies. Així capta el comportament de les tres per explicar-li després al príncep: de fet, el príncep busca esposa. Després de ser cuidat per Angelina i maltractat per Clorinda i Tisbe, Alidoro se'n va, mentre arriben els cortesans i anuncien la propera arribada del príncep Ramiro. Don Magnifico entra en escena, despertat per les seves filles (Miei rampolli femminili), que l'adverteixen sobre l'arribada del príncep: el pare recomana a les seves dues filles que es comportin i vesteixin bé. Tot d'una, arriba el príncep Ramiro, disfressat com el seu propi criat per observar a les dones sense que elles ho sàpiguen. De fet s'ha canviat la vestimenta amb les del seu servidor Dandini. Immediatament admira la Ventafocs i a ella també li agrada ell (Un soave non so che). Llavors entra Dandini (Come un'ape nei giorni d'aprile), seguit per la família. Ni Don Magnifico ni les tres germanes són conscients del canvi de persona. La ventafocs se'n va quan la criden les seves germanastres. Entra Don Magnifico i Ramiro li diu que el príncep arribarà aviat. El príncep és en realitat Dandini, el criat de Ramiro disfressat. Les germanastres arriben i afalaguen a Dandini, qui les convida a un ball al palau reial. Angelina li pregunta si pot anar a la festa, atès que tots hi van. Però Don Magnifico diu amb menyspreu que ella no pot acompanyar-los al ball. Abans de marxar, Ramiro nota que tracten malament la Ventafocs. El seu tutor, Alidoro, que abans havia estat a la casa, disfressat de captaire, arriba encara lluint els seus parracs i pregunta per la tercera filla de Don Magnifico. Magnifico nega que ella visqui encara. Alidoro, en veure-la, decideix ajudar-la (Là del ciel nell'Arcano profondo, de Rossini, amb la qual va substituir, providencialment, la modesta ària composta originàriament per Agolini, Vasto teatro è il mondo). L'acompanyarà a ell al ball. Llança les seves robes de captaire i s'identifica com a membre de la cort de Ramiro, dient-li que el cel recompensarà el seu cor pur.
Les germanastres i Don Magnifico arriben al palau del príncep Ramiro amb Dandini, encara disfressat de príncep. Dandini ofereix a Magnífic una visita al celler, esperant emborratxar-lo. Llavors es desentén de la família i li diu a Ramiro que les dues germanes són estúpides. Ramiro queda confós, ja que Alidoro ha parlat bé d'una de les filles de Magnifico. Clorinda i Tisbe entren, i Dandini ofereix a Ramiro com a parella d'una d'elles. Creient que ell és un simple criat, elles el rebutgen. Alidoro anuncia l'arribada d'una dama desconeguda amb un vel (Ventafocs). Entra la jove desconeguda. És Angelina, disfressada, que ha vingut a participar en el ball, vestida esplèndidament per Alidoro. Tisbe i Clorinda troben una certa semblança amb la seva germanastra. També el pare s'adona, però les seves idees són desmentides. Dandini convida a tots a la taula, però l'atmosfera és estranya: senten que estan en un somni però a la vora de ser despertats amb sorpresa (... ho paura che il mio sogno vada in fumo a dileguar!).

### Acte II
Don Magnifico, Clorinda i Tisbe estan en una habitació del palau de Ramiro. Magnifico es preocupa per la dona desconeguda que amenaça l'oportunitat de les seves filles per casar-se amb el príncep Ramiro. Don Magnifico reconeix en la misteriosa dama velada a la Ventafocs, encara que està segur que el príncep elegirà Clorinda o Tisbe, i revela a les seves filles que, apropiant-se del patrimoni d'Angelina, l'ha malgastat per permetre'ls viure en el luxe. Els tres marxen i entra Ramiro, encantat amb la dona desconeguda que s'assembla a la jove que ha trobat al matí. S'amaga quan arriba Dandini amb la Ventafocs; aquesta, fastiguejada perquè Dandini busca seduir-la, revela que està enamorada del patge. Ramiro està fora de si per l'alegria, s'avança i li declara el seu amor, llavors ella se'n va donant-li un d'una parella de braçalets i dient que si ell realment es preocupa per ella, la trobarà. Ramiro, després de la fugida de la Ventafocs, anuncia que la trobarà ( Sì, ritrovarla io giuro). Animat per Alidoro, Ramiro reuneix els seus homes per buscar-la.
Mentrestant, Dandini confessa al senyor Magnifico que ell és, en realitat, el criat del príncep (Un segreto d'importanza), el que provoca la indignació del baró i Dandini l'expulsa del palau.
A casa de Magnifico, Ventafocs, de nou vestida de parracs, atén el foc i recorda el moment màgic viscut a la festa, i admira el braçalet. Arriben Magnifico i les seves filles, de mal humor, i ordenen a la Ventafocs que els prepari el sopar. Esclata una tempesta i la carrossa del príncep (a causa del mal temps, i de Alidoro) es trenca davant de la casa. Ramiro i Dandini entren i demanen hospitalitat. Don Magnifico, que pensa encara a casar una de les filles amb el príncep, ordena a la Ventafocs que doni la cadira reial al príncep, i Angelina li dona a Dandini, sense saber que ell no és el príncep. El baró assenyala a Ramiro, que reconeix el seu braçalet i la parella queda reunida ( Set voi ... questo è un node avviluppato). Don Magnifico, Clorinda i Tisbe estan furiosos i amenacen Angelina (Donna sciocca! Alma di fang!). Enfadat per la seva crueltat amb Ventafocs, Ramiro anuncia venjança i terribles càstigs, però Ventafocs li demana al príncep, ja promès seu, i li diu que la sua vendetta sarà il loro perdono (la seva venjança serà el perdó). Arriba Alidoro, tot content per la sort d'Angelina. Clorinda se sent ofesa per les paraules del vell, però Tisbe prefereix acceptar la germana com a princesa.
Al saló del tron del palau de Ramiro, Magnifico intenta obtenir el favor de la seva fillastra, la nova princesa, però ella només vol que la reconeguin com la seva filla. Ventafocs li demana al príncep que perdoni a Magnifico i les dues germanastres. El seu pare i les germanastres l'abracen i ella declara que els seus dies d'atendre el foc han acabat (Rondò Nacqui all'affanno).

## Estructura
- Simfonia (pres de La gazzetta)

### Acte I
- 1 Introducció i Cor No no no, non v'è - Una volta c'era un Re - O figlie amabili (Clorinda, Tisbe, Angelina, Alidoro, Cor)
- 2 Cavatina Miei rampolli femminini (Don Magnifico)
- 3 Duet Un soave non so che (Ramiro, Angelina)
- 4 Cor i Cavatina Scegli la sposa - Come un'ape nei giorni d'aprile (Cor, Dandini)
- 5 Quintet Signor, una parola (Angelina, Don Magnifico, Ramiro, Dandini, Alidoro)
- 6 Ària Là del ciel nell'arcano profondo (Alidoro)
- 7 Final I Conciossiacosaché - Zitto zitto, piano piano - Ah, se velata ancor - Parlar, pensar vorrei - Mi par d'esser sognando (Cor, Don Magnifico, Ramiro, Dandini, Clorinda, Tisbe, Alidoro, Angelina)

### Acte II
- 8 Ària Sia qualunque delle figlie (Don Magnifico)
- 9 Recitatiu i Ària E allor...se non ti spiaccio - Sì, ritrovarla io giuro (Ramiro, Coro)
- 10 Duet Un segreto d'importanza (Dandini, Don Magnifico)
- 11 Cançó Una volta c'era un re (Angelina)
- 12 Temporal
- 13 Sextet Siete voi? - Questo è un nodo avviluppato (Ramiro, Angelina, Clorinda, Tisbe, Dandini, Don Magnifico)
- 14 Cor i Rondó Della fortuna instabile - Nacqui all'affanno (Cor, Ramiro, Angelina, Don Magnifico)[6]

### Fragments compostos per Luca Agolini per a la primera actuació
- 6 Ària Vasto teatro è il mondo (Alidoro)
- 8bis Introducció Ah, della bella incognita (Cor)
- 13bis Ària Sventurata! Mi credea (Clorinda)

## Anàlisi musical
La Cenerentola és una comèdia que no només tracta de ser divertida, sinó que té un aspecte humanista. És interessant notar que Rossini va evitar deliberadament apegar-se a la història de la Ventafocs convencional, i va introduir un noble empobrit com apadrastre en lloc de la malvada madrastra. Això fa que l'òpera vagi en una direcció diferent. Com diu el subtítol, "ossia La bontà in trionfo", és a dir, el bé triomfarà. Disfressat com una comèdia, l'òpera tracta en realitat de la vida. I això s'escolta, per descomptat, en la música: Rossini va escriure La Cenerentola immediatament després d'Otello i abans d'Armida, és a dir, entre dues tragèdies. Rossini va prendre el re menor amb què marca la mort d'Otello, per començar la primera ària de Cenerentola. Així que aquesta òpera no és una comèdia buffo senzilla com El barber de Sevilla, sinó que té més profunditat.
Encara que hi ha àries, La Cenerentola és bàsicament una òpera de conjunts, és a dir, amb un munt de duos, trios, quartets i així successivament a través dels grans episodis finals. Així que aquesta és una òpera on set cantants passen la major part del temps a cantar amb els altres.
La Cenerentola és una òpera del tipus bel canto, és a dir, adornat, amb demostració de virtuosisme. El paper de Cenerentola demana una veu de contralt de coloratura. Tot i que va ser escrita en molt poc temps, és la més poètica de totes les òperes còmiques de Rossini. De fet, almenys en la representació musical extremadament subtil dels personatges, aquesta òpera té un lloc singular entre l'obra buffo del "Cigne de Pesaro". Ofereix un balanç reeixit de la ironia, la comèdia, el lirisme, matisos de conte de fades i melancòlics i atrau per igual a adults i joves visitants a l'òpera. Donat el paper extremadament exigent que ofereix als artistes amb una àmplia gamma d'opcions d'interpretació, molts grans cantants han inclòs el paper en el seu repertori personal.
L'obertura és memorable, com la majoria de les altres obertures de Rossini. La darrera ària, Nacqui all'affanno - Non più mesta, és possiblement la més cèlebre d'aquesta òpera. La mezzosoprano que canta el paper de la Ventafocs ensenya llavors les seves diverses capacitats vocals. Aquesta ària demana molta agilitat i talent i és molt típica en les obres de Rossini.

## Altres versions musicals
- Cendrillon, òpera en un acte de Jean-Louis Laruette (1759)
- Cendrillon de Daniel Steibelt (1810)
- Cendrillon, opéra-féerie de Nicolas Isouard (1810)
- Agatina o La virtù premiata, dramma semiserio de Felice Romani i Stefano Pavesi (1814)
- Cendrillon, conte de fades de Jules Massenet (1899)
- Cendrillonnette, opereta de Victor Roger i Gaston Serpette
- Cenerentola, conte de fades musical de Hugo Wolf Ferrari (1900)
- Cendrillon, òpera en tres actes de Pauline Viardot
- Cinderella, ballet en tres actes de Serguei Prokófiev (1940-1944)[1]

## Enregistraments
| Any  | Elenc: Cenerentola, Clorinda, Tisbe, Don Ramiro, Dandini, Don Magnifico                                       | Director, Teatre d'òpera i orquestra | Segell:                                                |
| ---- | --- | --- | ------------------------------------------------------ |
| 1971 | Teresa Berganza, Margherita Gugliemi, Laura Zannini, Luigi Alva, Renato Capecchi, Paolo Montarsolo            | Claudio Abbado, Scottish Opera Chorus – London Symphony Orchestra | CD: DG Cat: 423 861-2                                  |
| 1976 | Lucia Valentini Terrani, Margherita Gugliemi, Laura Zannini, Luigi Alva, Enzo Dara, Paolo Montarsolo          | Claudio Abbado, Orquestra i cor del Teatro alla Scala de Milà (Gravació d'àudio d'una actuació al Covent Garden, Londres)                                             | CD: Gala Cat: 100.544                                  |
| 1980 | Susanne Marsee, Gianna Rolandi, RoseMarie Freni, Rockwell Blake, Alan Titus, James Billings                   | Brian Salesky, Orquestra i cor de la New York City Opera | DVD: Premiere Opera Cat: 6825                          |
| 1981 | Frederica von Stade, Margherita Guglielmi, Laura Zannini, Francisco Araiza, Claudio Desderi, Paolo Montarsolo | Claudio Abbado, Orquestra i cor del Teatro alla Scala | DVD: DG Cat: 073 4096                                  |
| 1983 | Kathleen Kuhlmann, Marta Taddei, Laura Zannini, Laurence Dale, Alberto Rinaldi, Claudio Desderi               | Donato Renzetti, Cor del Festival de Glyndebourne – London Philharmonic Orchestra (Gravació de vídeo d'una actuació a Glyndebourne, Anglaterra)                       | DVD: Kultur Cat: ISBN 0-7697-2258-X                    |
| 1987 | Bianca Maria Casoni, Giovanna di Rocco, Teresa Rocchino, Ugo Benelli, Sesto Bruscantini, Alfredo Mariotti     | Piero Bellugi, Chor der Staatsoper Berlin – Rundfunk-Sinfonieorchester Berlin                                                                                         | CD: Acanta Cat: LC 4883                                |
| 1993 | Cecilia Bartoli, Fernanda Costa, Gloria Banditelli, William Matteuzzi, Alessandro Corbelli, Enzo Dara         | Riccardo Chailly, Orquestra i cor del Teatro Comunale de Bolonya | CD: Decca Records Cat: 436 909-2                       |
| 1995 | Cecilia Bartoli, Laura Knoop, Jill Grove, Raúl Giménez, Alessandro Corbelli, Enzo Dara                        | Bruno Campanella, Houston Grand Opera and Chorus – Houston Symphony (Gravació de vídeo d'una actuació en directe al Wortham Theater Center, Houston, Texas, novembre) | DVD: Decca Cat: 071 444-9                              |
| 1995 | Jennifer Larmore, Adelini Scarabelli, Laura Polverelli, Raúl Giménez, Gino Quilico Alessandro Corbelli        | Carlo Rizzi, Royal Opera House Orchestra and Covent Garden Opera Chorus                                                                                               | CD: Teldec Cat: LC 6019                                |
| 1996 | Jennifer Larmore, Jeannette Fischer, Claire Larcher, Rockwell Blake, Alessandro Corbelli, Carlos Chausson     | Maurizio Benini, Orquestra i cor de l'Opéra National de Paris (Gravació de vídeo d'una actuació Palau Garnier, París, abril)                                          | DVD: Encore Cat: DVD 3265                              |
| 2004 | Joyce DiDonato, Patrizia Cigna, Martina Borst, José Manuel Zapata, Paolo Bordogna, Bruno Praticò              | Alberto Zedda, Orchester des Südwestfunks Kaiserslautern i Prague Chamber Chorus (Enregistrament d'una actuació al Wildbad Festival, 13 de novembre)                  | CD: Naxos Records Cat: 8.660191-92                     |
| 2007 | Joyce DiDonato, Cristina Obregón, Itxaro Mentxaka, Juan Diego Flórez, David Menéndez, Bruno De Simone         | Patrick Summers, Orquestra i cor del Gran Teatre del Liceu (Barcelona) (Gravació de vídeo d'una actuació Liceu, Barcelona, desembre)                                  | DVD: Decca Cat: 074 3305 and 074 3333 (Blu-ray)        |
| 2009 | Elīna Garanča, Rachelle Durkin, Patricia Risley, Lawrence Brownlee, Simone Alberghini, Alessandro Corbelli    | Maurizio Benini, Metropolitan Opera Orchestra and Chorus (Gravació d'imatge i so realitzats en una actuacióal Met, maig)                                              | CD: Celestial Audio Cat: CA 908; DVD: DG Cat: 073 4777 |